# Sisyrotarsa caminopa
Sisyrotarsa caminopa är en fjärilsart som beskrevs av Edward Meyrick 1937. Sisyrotarsa caminopa ingår i släktet Sisyrotarsa och familjen signalmalar. Inga underarter finns listade i Catalogue of Life.